# Baby Driver
Baby Driver es una película de acción de 2017 escrita y dirigida por Edgar Wright. Está protagonizada por Ansel Elgort, Kevin Spacey, Lily James, Eiza González, Jon Hamm, Jamie Foxx y Jon Bernthal. La trama sigue a Baby, un joven piloto de escapadas, que es forzado a trabajar para un jefe criminal.
Baby Driver fue coproducida por Working Title Films y Big Talk Productions, y fue distribuida en todo el mundo por Sony Pictures y por TriStar Pictures en los Estados Unidos, mientras que el estudio independiente Media Rights Capital proporcionó posesión de material de archivo para el lanzamiento de la película en Estados Unidos. Se estrenó en South by Southwest el 11 de marzo de 2017, y se estrenó en cines el 28 de junio de 2017. La película recibió aclamación de la crítica y ha recaudado 192 millones de dólares en todo el mundo. Está en la lista de las 100 mejores películas de acción de todos los tiempos por GQ.

## Argumento
En Atlanta, Georgia, un Subaru Impreza WRX STi rojo se detiene frente a un banco. Dentro hay tres ladrones, Buddy (Jon Hamm), Darling (Eiza González), Griff (Jon Bernthal) y su conductor de fuga, Baby (Ansel Elgort). Los ladrones entran al banco mientras Baby toca la canción "Bellbottoms". Momentos después, los ladrones vuelven corriendo al auto. Baby sale de allí con la música a todo volumen en sus oídos. La policía persigue al auto por toda la ciudad, pero Baby es capaz de maniobrar rápidamente a través de los obstáculos haciendo derrapar el auto y haciendo locas maniobras al ritmo de la música mientras evade a la policía. Conduce por la carretera por donde pasan otros dos coches rojos. Una vez que pasan por el túnel, Baby puede engañar a la policía y escapar, pero casi queda atrapado en un callejón antes de que Griff lo detenga. Lleva el auto a un estacionamiento donde él y los ladrones toman otro auto y se escapan, justo cuando termina la canción de Baby.
Más tarde, Baby va a buscar café para él y los ladrones, y da un paseo hasta la cafetería mientras escucha Harlem Shuffle de Bob & Earl. Se están reuniendo con su empleador Doc (Kevin Spacey). Griff pregunta por qué Baby escucha música constantemente. Doc dice que se debe a un accidente que tuvo cuando era niño y que lo dejó con Tinnitus, así que usa la música para ahogar el tarareo. Griff se mete con Baby para intimidarlo, pero Baby nunca se inmuta. Los ladrones se separan y Buddy le dice a Baby que no responda a Doc si lo vuelve a llamar. Doc le dice a Baby que ignore eso.
Baby vive con un hombre sordo parapléjico llamado Joseph (CJ Jones). Mantiene su parte del dinero robado escondido debajo de una tabla del suelo. Mientras él y Joseph se comunican en lenguaje de señas, Joseph sabe que Baby está en algún tipo de negocio turbio. En su tiempo libre, Baby toma grabaciones de sus reuniones con Doc y las remezcla en cintas de música. Tiene un cajón con todas sus cintas, pero en el medio hay una cinta especial con la etiqueta "Mamá". Baby va a Bo's Diner. Ve a una camarera bastante joven, Debora (Lily James), cantando una canción. Ella va a tomar su orden, y se da cuenta de la grabadora de Baby. Los dos conversan y Baby pregunta qué canción está cantando y ella le dice que Debora. Más tarde encuentra la canción y la escucha en casa, lo que lleva a Joseph a descubrir que Baby ha conocido a una chica.
Doc trae a Baby para el próximo trabajo. Le presenta a Baby su nuevo equipo: Nene narizón (Flea), JD (Lanny Joon) y Bats (Jamie Foxx). Su objetivo es un camión blindado. Mientras Doc explica el plan, Baby escucha música. Bats es el primero en cuestionar las capacidades de Baby, pero Baby puede reafirmar el plan de Doc palabra por palabra. Para Baby y Doc, este es el último trabajo que Baby debe aceptar para saldar una deuda entre él y Doc.
El equipo se reúne cerca del camión blindado. JD ya estropea las cosas cuando se pone las máscaras equivocadas; Doc especificó máscaras de Michael Myers (de las películas de "Halloween"), pero obtiene máscaras de Mike Myers de "Austin Powers". Baby espera en el auto con sus melodías mientras los tres van a robar el camión. Bats termina matando al guardia, y los tres ladrones corren frenéticamente de regreso al auto. Baby intenta salir pero golpea la camioneta de un marino (Clay Donahue Fontenot). El marine dispara a los ladrones, lo que obliga a Baby a conducir contra una pared para salir. El infante de marina los persigue en la carretera y hace que queden atrapados debajo de un camión. Bats tiene un tiro claro al marine, pero Baby se retira para evitarlo. Baby se sale de la carretera y pierde al marine cuando choca su camioneta. Luego, los ladrones abandonan su automóvil debido al tráfico y le roban un automóvil a una mujer con un bebé. JD termina tirando su escopeta en el caos. La pandilla llega al estacionamiento y se traslada a autos separados. Bats le pregunta a Baby si le hizo fallar el tiro a propósito. Baby dice "no", pero Bats sabe que está mintiendo. Sostiene una pistola en la cara de Baby y lo amenaza por captar sentimientos.
Baby regresa a Bo's Diner para seguir viendo a Debora. Charlan sobre canciones con sus nombres, específicamente sobre cómo hay canciones llamadas "Debora" y "Debra", mientras que hay muchas canciones sobre "Baby".
Baby va al escondite de Doc para obtener su parte del dinero del trabajo. Solo Bats y Eddie también están allí. Luego, Doc le pide a Baby que se deshaga del auto que tiene el cadáver de JD adentro. Baby lleva el coche al depósito de chatarra y recuerda su infancia. Estaba muy unido a su madre (Sky Ferreira), que era cantante. Su padre era un alcohólico que abusaba de ella y tuvieron un accidente automovilístico fatal mientras discutían.
Baby acepta un nuevo trabajo como repartidor de pizzas. Es capaz de empezar a ver a Debora socialmente. Sin embargo, Doc se acerca a Baby, ya que todavía lo necesita como conductor para más trabajos de robo. Doc amenaza a Baby con hacerle daño a Debora. Baby acepta a regañadientes. Más tarde lleva a Debora a casa y se dan su primer beso.
Doc lleva a Baby a la oficina de correos donde quiere organizar el próximo atraco. Él hace que Baby entre con su sobrino Sam (Brogan Hall) para proporcionar una cobertura para que Baby no parezca sospechoso de estar allí solo. Sam explora el lugar para darle información a Baby para que se la repita al Doc. Interactúan con una cajera amistosa (Allison King) antes de regresar al auto de Doc para que Baby pueda dar detalles para que Doc planee el atraco.
Baby llama a Debora con un plan para conducir lejos y no mirar atrás. Ella está de acuerdo. Luego, Baby tiene una fantasía en blanco y negro de Debora parada junto a un automóvil, esperando que él se una a ella.
A pesar de su código personal de no usar el mismo equipo para más de un atraco, Doc reúne a Buddy, Darling y Bats como su equipo y Baby sigue siendo el conductor de la fuga. Doc ordena a la tripulación que adquiera armas de un traficante de armas conocido como The Butcher (Paul Williams). En el viaje para encontrarse con The Butcher, Baby se detiene en una tienda de conveniencia para que Bats pueda entrar corriendo. Buddy y Darling (que están casados) se ponen cachondos en el asiento trasero. Darling menciona que Bats la miró divertido, lo que molesta a Buddy, y él le pregunta si quiere que mate a Bats, pero Darling dice que no antes del atraco. Luego, Bats regresa con una caja entera de chicles robados.
El equipo llega a un almacén para encontrarse con The Butcher y sus matones. El Carnicero muestra a la tripulación su amplia gama de armas y rifles, e incluso algunas granadas de mano. Bats nota las letras APD en el costado de una de las cajas de armas, lo que lo lleva a darse cuenta de que The Butcher y sus hombres son policías. Bats dispara a The Butcher, obligando a todos a un tiroteo perfectamente sincronizado con "Tequila" de Button Down Brass. El equipo mata a la mayoría de los muchachos de The Butcher, pero Darling recibe un disparo en el brazo. Buddy y Darling regañan a Bats por iniciar el tiroteo, pero él les dice que eran policías. Un tipo se pone de pie y casi se escapa, pero los ladrones le disparan y Bats arroja una granada a su auto por si acaso.
En el viaje de regreso a Doc's, Bats le ordena a Baby que se detenga en Bo's Diner. Baby se niega por temor a que lastimen a Debora, pero Bats obliga a Baby a ir allí. Debora los ve pero nota que Baby parece preocupado. Ella toma su pedido sin que los demás sepan que conoce a Baby, y viceversa. Buddy y Darling siguen criticando a Bats por lo que hizo. Mientras se preparan para irse, Bats le pregunta a Baby si conoce a Debora. El dice no. Bats se levanta y saca su arma, pero Baby le agarra la mano antes de que haga algo estúpido. El equipo se va y Baby le entrega a Debora el cheque, su propina y una nota que dice "Road Trip 2 AM".
La tripulación regresa a Doc. Sabe que algo salió mal. Bats le dice que The Butcher y sus muchachos eran policías, pero Doc ya lo sabía porque estaban en su nómina. Bats miente y dice que dispararon primero, lo que Buddy y Darling respaldan. Cuando Doc pregunta si el atraco debería o no ocurrir, se vuelve hacia Baby, quien insiste a regañadientes en que el atraco salga según lo planeado.
Baby intenta escabullirse a las 2:00 a. m. para encontrarse con Deborah, pero Buddy y Bats lo siguen. Cuando sospechan, Bats saca la grabadora de Baby y lo deja inconsciente.
Baby se despierta en la mesa de Doc mientras Bats y Buddy sacan todas las cintas de Baby de su apartamento. Bats está en la silla de ruedas de Joseph, aunque insiste en que no lastimó a Joseph. Doc le pregunta a Baby sobre las cintas, pero demuestra que son solo cintas de música cuando reproduce la que grabó antes del primer atraco. Mientras tanto, Deborah se queda esperando a Baby.
A la mañana siguiente, el equipo se dirige a la oficina de correos para poner en marcha el atraco. Se supone que Buddy debe tomar a Darling como rehén mientras Bats se cuela por la parte de atrás. Mientras Baby espera en el auto, ve a la cajera que conoció el día anterior. Ella sonríe y lo saluda con la mano, pero Baby sacude la cabeza como para advertirla. La cajera regresa momentos después con un guardia. Toca la ventana de Baby justo cuando los ladrones regresan. Bats mata al guardia y los policías están en camino. Los ladrones presionan a Baby para que conduzca porque duda. Bats apunta su escopeta a la cara de Baby, por lo que Baby pisa el acelerador y conduce hacia un camión con una barra de acero que sobresale, empalando efectivamente a Bats. Baby, Buddy y Darling se escapan.
Los policías persiguen a Baby por la ciudad, en una secuencia sincronizada con "Hocus Pocus" de Focus. Baby intenta cambiar su apariencia y robar diferentes autos. Baby se encuentra con Buddy y Darling nuevamente cuando la policía se acerca a ellos. La pareja intenta escapar con Baby, pero la policía los tiene rodeados. Darling dispara a la policía, y la policía devuelve el fuego, matándola. Buddy se enfurece y dispara a la policía mientras Baby se escapa. Toma el auto de una anciana (Andrea Frye), pero le devuelve su bolso. Ella está asombrada.
Baby regresa a su departamento y encuentra a Joseph en el piso, pero él está bien. Toma todo el dinero que puede y lleva a Joseph a un asilo de ancianos. Baby se disculpa con Joseph por fallarle cuando dijo que no dejaría que le pasara nada. Baby corre mientras la policía todavía lo está buscando.
Baby corre a Bo's por Debora, solo para encontrar a Buddy sentado en el mostrador con su arma ya que quiere que Baby pague por matar a Darling, y amenaza a Debora. Un policía entra al restaurante, pero necesita usar el baño. La compañera de trabajo de Debora sale a preguntar cómo está todo, y cuando Buddy se distrae, Baby le dispara en el hombro y se escapa con Debora. Le roban un auto a dos tipos que vapean y se dirigen a Doc's. El policía luego va a ver cómo está Buddy, pero éste lo mata a tiros.
Cuando Baby y Debora se encuentran con Doc, él se está preparando para reducir sus pérdidas con Baby, pero Baby suplica la ayuda de Doc e intenta darle el dinero del atraco. Doc cede y deja que Baby tome el dinero para que él y Debora puedan escapar. Bajan por el ascensor y encuentran a algunos de los tipos de The Butcher con armas. Doc recibe dos disparos, pero logra matar a los tres hombres. Buddy luego llega en un auto de policía robado, y toca "Brighton Rock" de Queen en los parlantes de su auto, y comenta que esta es la pista asesina de Baby. Atropella a Doc dos veces mientras intenta ir tras Baby y Debora. Baby intenta dispararle a Buddy antes de tratar de atraparlo con otro auto. Baby embiste el auto de Buddy sobre el borde de la barandilla y lo hace caer varios pisos hacia abajo. Sin embargo, Buddy logra salir a tiempo y le apunta con su arma a Baby, al cual le dispara cerca de los oídos, dañando severamente sus tímpanos y dejándolo sordo momentáneamente. Pero justo cuando va por Debora, descubre que la misma no está en el auto, ya que ésta había bajado del mismo y agarrado una palanca para golpearlo. Afortunadamente, Baby se recupera por breves momentos y agarra su arma, le dispara a Buddy en la pierna y hace que caiga sobre el auto en llamas, que luego explota, matándolo.
Por la mañana, Debora lleva a Baby lejos mientras escucha la cinta de la mamá de Baby cantando. Luego ven que la policía ha formado un bloqueo, sabiendo que han atrapado a Baby. Debora intenta escapar, pero Baby decide que ya no correrá más y opta por rendirse sin oponer resistencia y finalmente es arrestado por la policía.
Por su participación en los atracos, Baby es llevado a juicio por sus crímenes, pese a que se dan los testimonios de Debora, Joseph, el cajero de la oficina de correos y una señora cuyo auto fue robado por Baby en un ataque de pánico, estos consideran a Baby que es un buen chico y que, en su defecto, tomó algunas malas decisiones, pero nunca tuvo la intención de lastimar a nadie. Aun con estos testimonios de todos ellos, el juez decide sentenciar a Baby a pagar una condena de 25 años de prisión, pero con la posibilidad de solicitar libertad condicional en los próximos 5 años de su condena.
Durante su tiempo en la cárcel, Baby recibe postales de Debora y también recibe atención médica por el daño que recibieron sus tímpanos hasta que finalmente logra recuperarse. Además de ello, Debora también descubre que el verdadero nombre de Baby es Miles. Las tarjetas son de lugares que planean ver cuando Baby salga.
En una secuencia casi onírica, vemos lo que parece ser la fantasía de Baby de antes con Debora esperándolo. Sin embargo, la escena cambia de blanco y negro a color, lo que indica que ahora han pasado cinco años y Baby está fuera de prisión. Se acerca a Debora y la besa.

## Reparto
- Ansel Elgort como Baby / Miles.[6]
- Kevin Spacey como Doc.
- Lily James como Debora.
- Jon Bernthal como Griff.
- Jon Hamm como Buddy / Jason Van Horn.
- Jamie Foxx como Bats / Leon Jefferson III.
- Eiza González como Darling / Mónica Costello / Apolonia.[7]
- Flea como Eddie No-Nose.[8]
- Sky Ferreira como la  madre de Baby.
- CJ Jones como Joseph.
- Paul Williams como 'El Carnicero'.

## Producción

### Desarrollo
"Baby Driver" era un proyecto apasionante que Wright había estado desarrollando desde 1995, cuando el guionista y director era un cineasta de 21 años que vivía en los suburbios de Londres. Se había mudado a Londres para terminar su primera película profesional, la comedia occidental de bajo presupuesto A Fistful of Fingers, y para contemplar su futuro en el entretenimiento. La escucha repetida de Wright de "Orange" (1994), el cuarto álbum de estudio de Jon Spencer Blues Explosion, proporcionó el impulso para "Baby Driver". Al principio imaginó una persecución automovilística a alta velocidad, que luego se convirtió en una secuencia completa en la que el conductor que se escapa escucha "Bellbottoms" en su automóvil antes de la persecución que sigue. Aunque esto finalmente se escribió en el guion como la secuencia de apertura de la película, la visión naciente de Wright estaba lejos de ser un proyecto completamente realizado. Cuando Baby Driver tomó forma definitiva, la llegada del iPod, el tinnitus infantil de Wright y su lectura de Oliver Sacks' Musicophilia (2007) , que explora la neurociencia de la música, fueron fuerzas que dieron forma a la dirección artística del proyecto.
Con un presupuesto de £ 25,000, Wright desarrolló el video musical de "Blue Song" de Mint Royale en 2003, presentando una historia de fondo extraída de su concepto inicial para "Baby Driver". El video se convirtió en un éxito inesperado y, aunque estaba contento con su trabajo, Wright estaba frustrado por haber canibalizado una idea que sentía que tenía un enorme potencial.. En retrospectiva, admite que su video musical fue una tarea importante porque proporcionó una prueba de concepto para Baby Driver. El lanzamiento de la primera película importante de Wright, Shaun of the Dead (2004), fue otro catalizador importante, no solo por su dirección artística, sino también por señalar el comienzo de una relación de trabajo a largo plazo entre Wright y los productores de Working Title, quienes ayudarían con el desarrollo de "Baby Driver". En 2007, después de firmar un contrato de varias películas con Working Title y con una visión más clara del proyecto, Wright se reunió con Steven Price para hablar sobre las primeras ideas musicales para "Baby Driver". La redacción de una historia comenzó alrededor del lanzamiento de Scott Pilgrim vs. the World (2010), pero la preproducción de la película se estancó debido a que los otros proyectos de Wright—El fin del mundo (2013) y la entonces próxima Ant-Man (2015), para la que ya había preparado un guion con  Joe Cornish: tuvo prioridad. El trabajo se reanudó inmediatamente después de la partida de Wright de Ant-Man, cuando el estudio comenzó a reunir a su lista de actores y personal técnico antes de filmar. En preparación, Wright pasó tiempo con ex-criminales de carrera en Los Ángeles y Londres para desarrollar una descripción precisa del trabajo de un ladrón de bancos de la vida real. Wright, el editor principal de la película Paul Machliss y el editor de Los Ángeles Evan Schiff idearon una preedición de "Baby Driver" con animatronicos en las etapas iniciales de producción. Con Avid Media Composer, Machliss se encargó de sincronizar cada animática con la canción correspondiente de la banda sonora. Él y Wright tenían una relación profesional existente de "Scott Pilgrim vs. the World" y "The World's End". Además, Machliss trabajó en el set brindando información para el rodaje, lo cual es inusual para un editor de películas.

## Banda sonora
Baby Driver (Music from the Motion Picture) es el álbum de la banda sonora de la película. La banda sonora se lanzó el 23 de junio de 2017 CD, vinilo y música digital a través de Columbia Records imprint, 30th Century Records. El álbum cuenta con una combinación de artistas de varias décadas, entre ellos Blur, Run the Jewels, Sky Ferreira, Jon Spencer Blues Explosion, Queen y Golden Earring. En la película, se usan Holy Calamity (Bear Witness II), de Handsome Boy Modeling School, y "Ready Lets Go", de Boards of Canada, pero no están incluidas en la banda sonora.
La película toma su nombre de "Baby Driver", una canción de Simon & Garfunkel, del álbum Bridge over Troubled Water. La canción se reproduce durante los créditos finales. Wright consultó con James Gunn, director de Guardianes de la Galaxia vol. 2, antes del Vol. 2, para asegurarse de que las dos películas no presentaran las mismas canciones en sus bandas sonoras.

### Lista de temas
La banda sonora cuenta con tres temas originales – un cover de "Easy", de Sky Ferreira; "Chase Me", de Danger Mouse, feat. Run The Jewels y Big Boi, y "Was He Slow?", de Kid Koala. "Chase Me" y  '"Bellbottoms", de Jon Spencer Blues Explosion, también aparece en la banda sonora.

| N.º | Título                                  | Artista(s)                                      | Duración |  |
| 1.  | «Bellbottoms»                           | Jon Spencer Blues Explosion                     | 5:17     |  |
| 2.  | «There's nothing holdin»                | Shaw Mendes                                     | 3.19     |  |
| 4.  | «Egyptian Reggae»                       | Jonathan Richman & The Modern Lovers            | 2:37     |  |
| 5.  | «Smokey Joe's La La»                    | Googie Rene                                     | 3:02     |  |
| 6.  | «Let's Go Away For Awhile»              | The Beach Boys                                  | 2:21     |  |
| 7.  | «Kashmere»                              | Kashmere Stage Band                             | 4:57     |  |
| 8.  | «Unsquare Dance»                        | Dave Brubeck                                    | 2:00     |  |
| 9.  | «Neat Neat Neat»                        | The Damned                                      | 2:42     |  |
| 10. | «Easy (Single Version)»                 | The Commodores                                  | 4:16     |  |
| 11. | «Debora»                                | T. Rex                                          | 3:19     |  |
| 12. | «Debra»                                 | Beck                                            | 5:43     |  |
| 13. | «Bongolia»                              | Incredible Bongo Band                           | 2:15     |  |
| 14. | «Baby Let Me Take You (In My Arms)»     | The Detroit Emeralds                            | 3:53     |  |
| 15. | «Early In The Morning»                  | Alexis Korner                                   | 3:01     |  |
| 16. | «The Edge»                              | David McCallum                                  | 2:54     |  |
| 17. | «Nowhere to Run»                        | Martha and the Vandellas                        | 3:02     |  |
| 18. | «Tequila»                               | The Button Down Brass                           | 3:32     |  |
| 19. | «When Something Is Wrong With My Baby»  | Sam & Dave                                      | 3:16     |  |
| 20. | «Every Little Bit Hurts»                | Brenda Holloway                                 | 2:57     |  |
| 21. | «Intermission»                          | Blur                                            | 2:27     |  |
| 22. | «Hocus Pocus (Original Single Version)» | Focus                                           | 3:18     |  |
| 23. | «Radar Love (1973 Single Edit)»         | Golden Earring                                  | 3:44     |  |
| 24. | «Never, Never Gonna Give Ya Up»         | Barry White                                     | 4:51     |  |
| 25. | «Know How»                              | Young MC                                        | 4:02     |  |
| 26. | «Brighton Rock»                         | Queen                                           | 5:10     |  |
| 27. | «Easy»                                  | Sky Ferreira                                    | 4:28     |  |
| 28. | «Baby Driver»                           | Simon & Garfunkel                               | 3:16     |  |
| 29. | «Was He Slow? (Credit Roll Version)»    | Kid Koala                                       | 1:47     |  |
| 30. | «Chase Me»                              | Danger Mouse featuring Run the Jewels y Big Boi | 3:27     |  |

### Listas de éxitos
| Lista (2017)                       | Lugar |
| ---------------------------------- | ----- |
| Australian Albums (ARIA)           | 5     |
| Bélgica (Ultratop flamenca)        | 154   |
| Países Bajos (Album Top 100)       | 66    |
| Spanish Albums (PROMUSICAE)        | 52    |
| Canadá (Billboard Canadian Albums) | 40    |
| Estados Unidos (Billboard 200)     | 27    |

## Estreno
En agosto de 2015 Sony Pictures Entertainment programó su estreno para el 17 de marzo de 2017. Más tarde, su estreno cambió al 11 de agosto de 2017. Su estreno mundial tuvo lugar en South by Southwest el 11 de marzo de 2017.

## Recepción

### Críticas
Baby Driver ha recibido reseñas positivas de parte de la crítica y de la audiencia. En el portal de internet Rotten Tomatoes, la película posee una aprobación de 93%, basada en 311 reseñas, con una calificación de 8.0/10, mientras que de parte de la audiencia ha recibido una aprobación de 85%, basada en 59 890 votos, con una calificación de 4.2/5.
La página Metacritic le ha dado a la película una puntuación de 86 de 100, basada en 53 reseñas, indicando "aclamación universal". Las audiencias de CinemaScore le han dado una "A-" en una escala de A+ a F, mientras que en el sitio IMDb los usuarios le han dado una puntuación de 7.7/10, sobre la base de 276 903 votos.

### Premios y nominaciones
| Premio               | Categoría                       | Nominados                                  |           |
| -------------------- | ------------------------------- | ------------------------------------------ | --------- |
| Premios Óscar        | Mejor edición de sonido         | Julian Slater                              | Nominado  |
| Premios Óscar        | Mejor sonido                    | Tim Cavagin, Mary H. Ellis y Julian Slater | Nominados |
| Premios Óscar        | Mejor montaje                   | Paul Machliss y Jonathan Amos              | Nominados |
| Premios Globo de Oro | Mejor actor - Comedia o musical | Ansel Elgort                               | Nominado  |
| Premios BAFTA        | Mejor montaje                   | Paul Machliss y Jonathan Amos              | Ganadores |
| Premios BAFTA        | Mejor sonido                    | Tim Cavagin, Mary H. Ellis y Julian Slater | Nominados |